# كومباك سلسلة سي
كومباك سلسلة سي (بالإنجليزية: Compaq C series)‏ هو عبارة عن سلسلة من أجهزة الكمبيوتر المحمولة التي تعمل بنظام ويندوز سي إي 2.0 تم تصنيعها بواسطة شركة كومباك تم طرحه في الأسواق في عام 1998.

## وصف
حلت السلسلة سي محل خط Aero لأجهزة الكمبيوتر المحمولة. وقد نجح، كما هو الحال مع أجهزة HPC الأخرى المصنعة بواسطة كومباك وHP، من خلال خط iPAQ من أجهزة كمبيوتر الجيب.
تتميز السلسلة سي بمودم متكامل بسرعة 33.6 كيلوبايت/ثانية. ولنقل البيانات لاسلكيًا، كان مزودًا بمنفذ IrDA.
يمكن شراء الترقية إلى ويندوز سي إي 2.11 من شركة Compaq مقابل 109 دولارات أمريكية.
قامت شركة تارجوس. بتصنيع حافظة جلدية لسلسلة سي، تحت العلامة التجارية Compaq.